# Stichting Populier
De Stichting Populier zet zich in voor het "bevorderen van maatschappelijk verantwoorde populierenaanplant in Nederland en Vlaanderen door middel van publieks- en praktijkvoorlichting en onderzoek." De stichting wordt ondersteund door verschillende bedrijven uit de houtverwerkende industrie en verschillende provincies
De stichting is in 1966 voortgekomen uit de nationale populierencommissie. Deze commissie begon in 1964 met het uitgeven van het blad de Populier. De uitgave van dit blad werd overgenomen door de stichting. In 1987 stopte de uitgave van het blad en werd besloten onder leiding van de toenmalige voorzitter Sven de Vries om de stichting in te laten slapen. In 2001 werd de stichting weer uit haar slaap gehaald omdat bleek dat de aanplant van populieren in Nederland tot een dieptepunt te zijn gedaald. Ook bleek later dat in Vlaanderen hetzelfde het geval was.
De stichting is sindsdien de belangrijkste aanjager van de actie populierenland waarin wordt gepleit voor meer populierenaanplant en probeert ze het imago van de populier te verbeteren. Ze wijst erop dat populieren een belangrijk onderdeel zijn van verschillende cultuurlandschappen en zet vraagtekens achter het oordeel dat populierenbossen en -opstanden weinig natuurwaarde hebben. Populierenbossen worden dikwijls als lelijk ervaren. De stichting daarentegen meent dat met een goede wijze van aanplanten en met aanbrengen van andere struik- en boomsoorten als ondergroei hier veel aan te verbeteren valt.
Verder wijst de stichting er op dat de industrie die populieren verwerkt ook de nodige werkgelegenheid oplevert.